# Movimiento Revolucionario 17 de octubre
El Movimiento Revolucionario 17 de octubre (MR17) fue una organización armada de la izquierda peronista comandada por Gustavo Rearte, fundada en enero de 1970. Su formación fue la continuidad de la Juventud Revolucionaria Peronista o JRP que existió desde 1963 y entre 1964 y 1966 formó parte del Movimiento Revolucionario Peronista, más conocido como MRP.

## Historia
El grupo toma el nombre de la movilización popular llevada a cabo el 17 de octubre de 1945 una multitud de obreros que abandonaban sus trabajos y se movilizaban a la Plaza de Mayo para reclamar la liberación del Coronel Perón.  Miles de trabajadores caminando desde distintos puntos del Gran Buenos Aires hacia la Capital esperando la salida al balcón de la Casa Rosada de Perón que había sido enviado a la cárcel por un grupo de militares sublevados, siendo este suceso un hito en la historia de la militancia peronista.
Gustavo Rearte (el dirigente político y sindical argentino, una de las figuras más destacadas del ala izquierda del peronismo, y fundador de la Juventud Peronista) fue uno de los fundadores del Movimiento Revolucionario 17 de Octubre que firmó su primer comunicado en enero de 1970. Seis meses después del fallecimiento de Gustavo Rearte (1o de julio de 1973), un comunicado difundido el primero de enero de 1974 establecía su posición política frente a los hechos de la coyuntura y se incluía en el Peronismo Revolucionario. A los intentos de dividir al pueblo para impedir la liberación, es preciso responder con la unidad del pueblo para alcanzar la liberación.
El grupo veía a la lucha armada como la única salida para la instauración de un gobierno popular y acabar con el capitalismo, describiéndolos como "(...) empeñados en retener y resistir con la violencia un cambio que la razón y la justicia, encarnadas en las mayorías populares reclaman, antes que en nombre de ideología o filosofía alguna, en el de la necesidad de su misma humanidad herida y negada en su legitimo derecho a la existencia."
El propósito del grupo también era crear una base social en los sectores populares argentinos, teniendo un proyecto de nación que involucrara de manera más directa a la sociedad civil.
En la década y media que va desde los inicios de los 60 hasta 1976 los dirigentes principales se conocían y muchas veces coordinaron a distintas agrupaciones y realizaban operativos conjuntos. Por otra parte contaba Jaime que en el FRP predominaba "el origen obrero y campesino y muy poco intelectual salvo algunos estudiantes universitarios". 
El MR17 se fusiona con el Frente Revolucionario Peronista en 1975 bajo el nombre de Frente Revolucionario 17 de Octubre (FR17). La nueva organización tuvo escasa inclinación a formar un ejército y aunque operaba militarmente, lo hacía con mucha menos frecuencia e intensidad que las otras agrupaciones de la época.
Militarmente derrotados y exiliados a finales de los 70´s, se organizaron encuentros y asambleas de refugiados que denunciaban y se solidarizaban con las víctimas de persecución de la dictadura argentina. En julio de 1981 en Madrid se produce un encuentro de excompañeros, (sobre todo de la rama porteña) en cual tras varios días de reuniones, de manera informal y sin documento, decidieron poner fin a la organización.
En diciembre de 1996 se celebró un encuentro homenaje por los veinte años del surgimiento del movimiento en el Sindicato de Farmacia con presencias de militantes de todo el país.